# Arcella (Montefredane)
Arcella è una frazione del Comune di Montefredane in provincia di Avellino. Molti la ricordano per il nome d'arte del Mago di Arcella, all'anagrafe Antonio Battista, personaggio televisivo originario di questa frazione e deceduto nel 2012.
Confina con il comune di Avellino e con la zona industriale, nella quale sono presenti numerose industrie di livello nazionale, tra le quali la Elcon Megarad, la Fiat, la Novolegno, la Magneti Marelli ed altre.
Arcella è stato costruito come un sobborgo nel 1960. L'area è stata sviluppata principalmente negli anni 70 e 80 del '900, in particolare dopo il terremoto dell'Irpinia del 1980 con la costruzione di alloggi per gli irpini sfollati. Grossi complessi di appartamenti, ampi viali e un parco sono stati costruiti, senza i distretti commerciali o di svago.
Nella frazione è inoltre situata la stazione di Montefredane, fermata ferroviaria situata sulla ferrovia Benevento-Avellino e dismessa dal 1999.